# بلاك إم
ألفا ديالو (بالفرنسية: Alpha Diallo)‏، المعروف على الساحة الفنية باسم المسرحي بلاك ميزغيمس (بالفرنسية: Black M)‏ أو بلاك إم (بالفرنسية: Black M)‏ (من مواليد 27 ديسمبر 1984 في باريس، فرنسا)، هو مغني راب وكاتب أغاني فرنسي، تعرف على مجموعة سكسيون داسوت فأصبح أحد الأعضاء المؤسسين لها.

## وصلات خارجية
- بلاك إم على موقع ميوزك برينز (الإنجليزية)
- بلاك إم على موقع أول ميوزيك (الإنجليزية)
- بلاك إم على موقع ديسكوغز (الإنجليزية)
- بلاك إم على موقع ديسكوغز (الإنجليزية)
- الموقع الرسمي